# ポスト・オフィス・リミテッド
ポスト・オフィス・リミテッド（英語: Post Office Ltd、ウェールズ語: Swyddfa’r Post Cyf.、スコットランド・ゲール語: Oifis a' Phuist）は、イギリスにおける郵便局のリテール部門を担う会社であり、全国的な郵便局網のネットワークを通して、切手の取り扱いや銀行機能など様々な商品を一般の人々に提供している。同社は、イギリス政府のビジネス・エネルギー・産業戦略省が、ポスタル・サービシズ・ホールディング・ カンパニー (Postal Services Holding Company Limited) を通して所有している。

## 歴史
現在のポスト・オフィスの各支店は、ロイヤルメールの配送事業とともに、かつては中央郵便局の一部であり、後にはポスト・オフィス・コーポレーション (Post Office corporation) の一部となっていた。1986年、ポスト・オフィス・カウンターズ・リミテッド (Post Office Counters Ltd) が、ポスト・オフィス・コーポレーションの完全な子会社として設立された。2001年にポスト・オフィス・コーポレーションがロイヤルメール・グループと改称された際に、ポスト・オフィス・カウンターズ・リミテッドはポスト・オフィス・リミテッドとなった。
その後、ポスト・オフィス・リミテッドは赤字を出しており、2006年には1億200万ポンドに達すると報じられた。メディアではこの事態を捉え、ポスト・オフィス・リミテッドの効率的運営への能力を疑問視する声が上がった。僻地の郵便局を維持するためとして出されていた年間1億5千万ポンドの補助金の削減が提案され、これによって2,500局の郵便局が閉鎖されるという見通しになった。この提案は、郵便事業を失う各地のコミュニティから猛反発を受けた。 

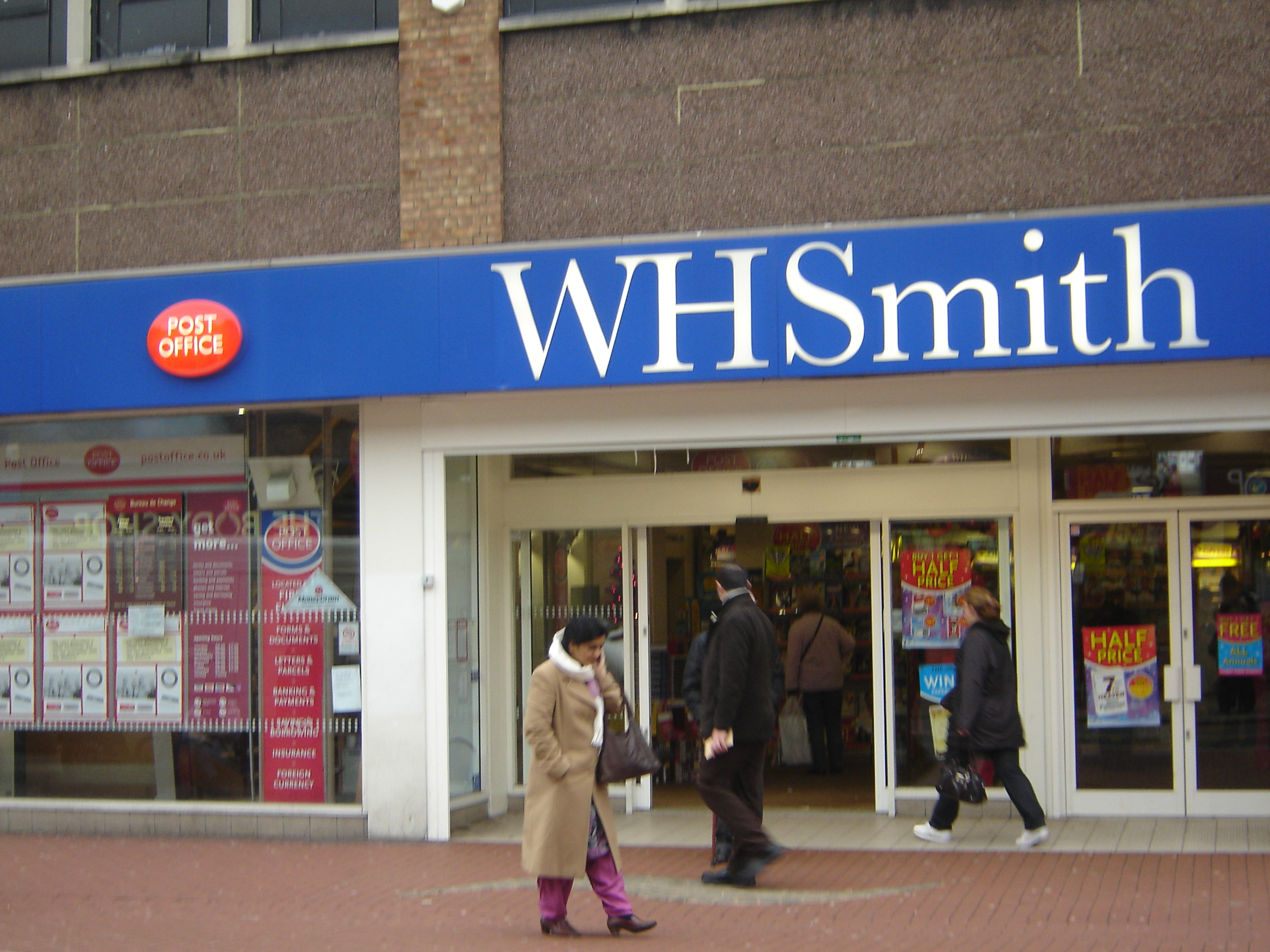
郵便局の業務を兼務する、ハウンズローのW・H・スミスの店舗。

政府は2007年にロイヤルメール・グループへ17億ポンドの補助金を与え、グループは2011年には黒字転換を果たした。この補助金は、ロイヤルメール、ポスト・オフィス・リミテッド、パーセルフォースのネットワーク全体に投資された。直営の王冠郵便局 (Crown post offices) 85局が閉鎖され、そのうち70局がW・H・スミスに売却された。これに先立ち、W・H・スミスの店舗内にポスト・オフィスの窓口を設ける試みが6カ所で行われた。これによってW・H・スミスは、年間250万ポンド相当の収入増が見込まれた。2008年から2009年にかけて、2,500局ほどの小規模局 (sub-post office)が整理された。この過剰人員の整理には公費が支出され、小規模局の局長たちには、概ね20ヶ月分超の給料に相当するおよそ6万5千ポンドが支払われた。
2010年11月、政府は、2015年までに13億4千万ポンドを支出して、ポスト・オフィス・リミテッドのネットワーク近代化を可能にすると発表した。
2011年郵便事業法により、ポスト・オフィス・リミテッドは、2012年4月1日にロイヤルメール・グループから独立すると定められた。両社の間では、十年間の業務提携が締結され、郵便局は引き続き切手や、ロイヤルメールの手紙や小包を扱うこととなった。同法には、ポスト・オフィス・リミテッドが、将来において相互組織へ移行することも選択肢として盛り込まれていた。
2013年2月8日、ポスト・オフィス・リミテッドは、新たに70局ほどの王冠郵便局を店舗に移す計画を発表した。これによって王冠郵便局のネットワークはさらに縮小して300局ほどとなり、収入は4千万ポンドほどの減少が見込まれるとされた。
2013年11月27日、政府は2015年から2018年にかけて、さらに6億4千万ポンドを投じ、ポスト・オフィス・リミテッドにネットワークの近代化を完成させると発表した。

## 様々なサービス
一部の非都市地域では、バンを改装した「移動郵便局 (mobile post offices)」が巡回している。
窓口では、イギリスの銀行20行の顧客に、ビジネス・バンキングの銀行業務を提供している。

## 一般利用者に公開されていない郵便局
イギリスの郵便局のうち、以下の7局は一般利用者に公開されていない。
- コート (Court)（バッキンガム宮殿）- ただし、この郵便局は2014年の時点でロイヤルメールが運営にあたっている。
- 庶民院
- ポートカリス・ハウス - 議員会館
- 王立自動車クラブ - ロンドン、ペル・メル 89番地
- スコットランド議会
- ウィンザー城
- ポスト・オフィス本社 - ロンドン、フィンズベリー・ストリート 20番地、EC2Y 9AQ